# واکسن کووید-۱۹ آکسفورد–آسترازنکا

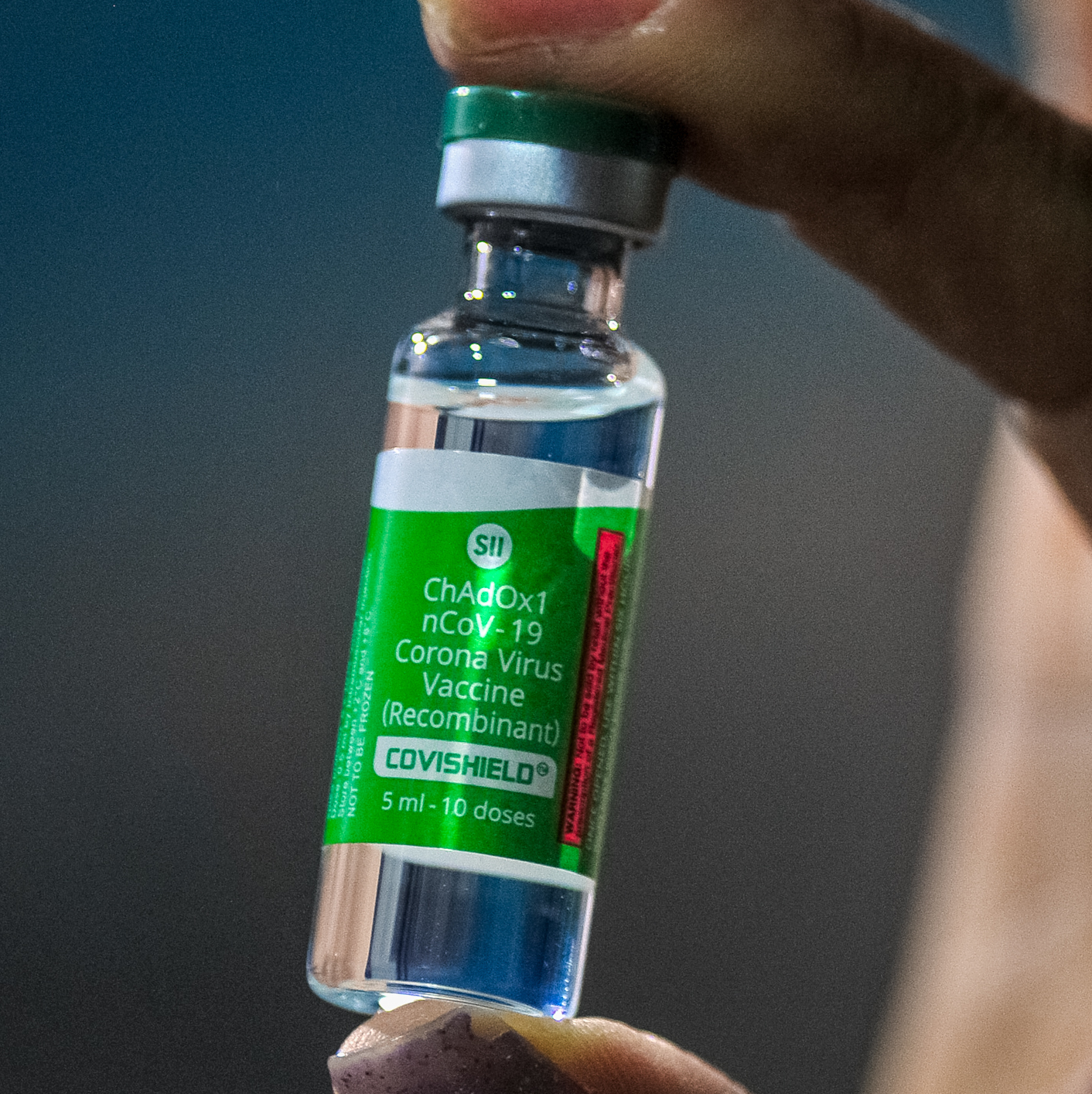
یک ویال واکسن آکسفورد-آسترازنکا تولید شده توسط شرکت مؤسسه سرم هند با نام تجاری کوویشیلد

واکسن کووید-۱۹ آکسفورد–آسترازِنِکا (به انگلیسی: Oxford–AstraZeneca COVID-19 vaccine) با شناسهٔ AZD1222، واکسن کووید-۱۹ است که توسط دانشگاه آکسفورد و شرکت آسترازنکا توسعه‌داده شده و از راه عضلانی تزریق می‌شود. این واکسن با استفاده از آدنو ویروس ChAdOx1 شامپانزه به عنوان ناقل ویروسی ساخته شد. این واکسن از دسامبر ۲۰۲۰ در حال انجام تحقیقات بالینی فاز III بوده‌است.
واکسن آکسفورد-آسترازنکا به‌صورت دو دوز نیم میلی‌لیتری در عضله دالی بازو در افراد بالای ۱۸ سال تزریق می‌شود. دوز دوم نیز پس از ۶ تا ۱۲ هفته، پس از دوز نخست تزریق می‌شود. اثربخشی این واکسن در پیشگیری از ابتلا به موارد حاد کووید ۱۹ پس از ۲۲ روز از تزریق دوز اول، معادل ۷۶ درصد و اثربخشی آن پس از تزریق دوم، به ۸۱ درصد می‌رسد. این واکسن، ایمنی بالایی دارد و اثرات جانبی آن مانند درد محل تزریق، سردرد، و تهوع، ناچیز بوده و عموماً طی یک تا چند روز رفع می‌شوند. با این وجود، اثرات جانبی نادر از جمله آنافیلاکسی به‌ندرت مشاهده شده‌اند. در موارد بسیار نادر، ایجاد لخته خون (ترومبوز) نیز به میزان یک مورد در هر ۱۰۰/۰۰۰ تزریق مشاهده شده‌است. در مارس ۲۰۲۱ گزارش شد که بین ۳۴ میلیون تزریق در سراسر اتحادیه اروپا و بریتانیا ۳۷ مورد لختگی خون خطرناک ناشی از تزریق این واکسن در استفاده‌کننده‌ها روی داده‌است. این واکسن از زمان ساخت توسط چندین نهاد دارویی در سراسر جهان مانند آژانس دارویی اروپا (EMA) و اداره درمانی استرالیا تأیید شده‌است. این واکسن همچنین برای فهرست استفاده اضطراری توسط سازمان بهداشت جهانی (WHO) تأیید شده‌است.
هفت ماه پس از آغاز تولید این واکسن، در ۸ مرداد ۱۴۰۰ آکسفورد-آسترازنکا اعلام کرد که بیش از یک میلیارد دوز واکسن تولید این شرکت به بیش از ۱۷۰ کشور ارسال شده است.

## توصیف
در ۳۰ دسامبر ۲۰۲۰ واکسن برای استفاده در برنامه واکسیناسیون بریتانیا مورد تأیید قرار گرفت و واکسیناسیون از ۴ ژانویه ۲۰۲۱ با تزریق به برایان پینکر ۸۲ ساله در بریتانیا آغاز شد.
این واکسن از بخش کدکنندهٔ پروتئین اسپایک (سنبله‌ای) ویروس، همراه با توالی tPA ویروس کووید-۱۹ ساخته شده‌است. پس از تزریق واکسن، پروتئین سنبله‌ای (پروتئین اسپایک) در بدن ساخته شده و سیستم ایمنی نسبت به این پروتئین واکنش نشان می‌دهد و برای مواجههٔ احتمالی با ویروس کووید-۱۹ در آینده آمادگی پیدا می‌کند. این واکسن در دو نوبت به فاصلهٔ چهار هفته تزریق شده و ارزان‌تر از واکسن فایزر بوده و نگهداری آن نیز آسان‌تر است و می‌توان آن را در دمای یخچال‌های معمولی نگهداری کرد. اگرچه اثربخشی کمتری نسبت به واکسن فایزر دارد. پژوهشگران سه درجه مصونیت کم در حد ۶۲ درصد، مصونیت متوسط ۷۰ درصد، و مصونیت زیاد در حد ۹۰ درصد را گزارش کرده‌اند. مؤسسه سرم هند جهت فراهم کردن امکان خرید این واکسن برای کشورهایی با درآمد کم یا متوسط، تعداد یک میلیارد دُز از این واکسن را با نام کوویشیلد در دست تولید کرد که بر پایهٔ فرمول واکسن آکسفورد-آسترازنکا ساخته می‌شدند. واکسن کوویشیلد ساخت هند یکی از گزینه‌های احتمالی ایران برای خریداری است.

## صدور مجوز واکسن
مقامات بهداشتی اتحادیه اروپا و کشورهای آرژانتین، السالوادور، هند، مکزیک، بنگلادش، پاکستان، فیلیپین، جمهوری دومینیکن، تایوان، کره جنوبی، ویتنام، مالزی، نپال، برزیل، سری‌لانکا و ایران نیز مجوز استفاده از این واکسن را صادر کرده‌اند.

## تولید و عرضه
هر دوز از این واکسن حدود ۳ تا ۴ دلار آمریکا قیمت دارد. در ۱۷ دسامبر اعلام شد کِه هزینهٔ فروش هر دوز واکسن در اتحادیه اروپا حدود ۲/۱۶ دلار آمریکا در نظر گرفته شده‌است. همچنین شرکت سازنده اعلام کرده‌است که می‌تواند ماهیانه ۱۰۰ تا ۲۰۰ میلیون دوز واکسن به تنهایی تولید کند آسترازنکا اعلام کرده‌است که این واکسن، در ۲۵ مرکز در ۱۵ کشور مختلف از جمله در هندوستان تولید می‌شود.

### سفارش‌ها و توافق‌نامه‌ها
| کشور                         | تاریخ سفارش     | تعداد دُز      |
| ---------------------------- | --------------- | ------------- |
| بریتانیا                     | ۱۷ مه ۲۰۲۰      | ۱۰۰ میلیون دُز |
| ایالات متحده آمریکا          | ۲۱ مه ۲۰۲۰      | ۳۰۰ میلیون دُز |
| کوواکس (سازمان جهانی بهداشت) | ۴ ڗوئن ۲۰۲۰     | ۳۰۰ میلیون دُز |
| کوواکس (سازمان جهانی بهداشت) | ۲۹ سپتامبر ۲۰۲۰ | ۱۰۰ میلیون دُز |
| مصر                          | ۲۲ ژوئن ۲۰۲۰    | نامعلوم       |
| ژاپن                         | ۸ اوت ۲۰۲۰      | ۱۲۰ میلیون دُز |
| استرالیا                     | ۱۹ اوت ۲۰۲۰     | ۲۵ میلیون دُز  |
| اتحادیه اروپا                | ۲۷ اوت 2020     | ۴۰۰ میلیون دُز |
| کانادا                       | ۲۵ سپتامبر ۲۰۲۰ | ۲۰ میلیون دُز  |
| سوئیس                        | ۱۶ اکتبر ۲۰۲۰   | ۵٫۳ میلیون دُز |
| بنگلادش                      | ۵ نوامبر ۲۰۲۰   | ۳۰ میلیون دُز  |
| تایلند                       | ۲۷ نوامبر ۲۲۰   | ۲۶ میلیون دُز  |
| فیلیپین                      | ۲۷ نوامبر ۲۰۲۰  | ۲٫۶ میلیون دُز |
| کره جنوبی                    | ۱ دسامبر ۲۰۲۰   | ۲۰ میلیون دُز  |
| آفریقای جنوبی                | ۷ ژانویه ۲۰۲۱   | ۱ میلیون دُز   |
|                              |                 |               |

نخستین سفارش این واکسن، توسط دولت بریتانیا در مه ۲۰۲۰ ثبت شد و متعاقب آن، ۱۰۰ میلیون دُز واکسن به بریتانیا اختصاص یافت.
در ۲۱ مه ۲۰۲۰ شرکت سازنده، توافق‌نامه‌ای را با دولت آمریکا برای تولید ۳۰۰ میلیون دُز از این واکسن را به‌ثبت رساند. در ۲۴ فوریه ۲۰۲۱ نخستین محموله از این واکسن توسط کوواکس به آکرا پایتخت غنا فرستاده شد.

## تاثیر
بااینحال این واکسن در کنار واکسن‌ شرکت‌های دیگر نقش مهمی در خروج از همه‌گیری کرونا داشت. واکسن این شرکت تنها در سال نخست همه‌گیری جان ۶ میلیون و پانصد هزار نفر را نجات داد.

## توقف تولید
به دنبال شکایت‌های حقوقی در رابطه با موارد بسیار ناچیز ایجاد لخته خون و مرگ و آسیب جسمی افراد، آسترازنکا در مه ۲۰۲۴ اعلام کرد تولید و فروش واکسن کرونا را متوقف می‌کند. 